# Cheshire (minialbum)
Cheshire – szósty minialbum południowokoreańskiej grupy Itzy, wydany 30 listopada 2022 roku przez wytwórnię JYP Entertainment i Republic Records. Płytę promował singel „Cheshire”.

## Lista utworów
| CD | CD              | CD                                                                                   | CD                                                                                      | CD                                 | CD      |
| Nr | Tytuł utworu    | Tekst                                                                                | Kompozycja                                                                              | Aranżacja                          | Długość |
| -- | --------------- | ------------------------------------------------------------------------------------ | --------------------------------------------------------------------------------------- | ---------------------------------- | ------- |
| 1. | „Cheshire”      | Hwang Su-min (153/Joombas), Jeong Ha-ri (153/Joombas)                                | Timothy Tan, Ciara Muscat, Josefin Glenmark, Jar (153/Joombas), Justin Reinstein, Jjean | Timothy Tan, Justin Reinstein      | 3:02    |
| 2. | „Snowy”         | Jang Jeong-won (Jam Factory)                                                         | Stian Nyhammer Olsen, Julia Bognar Finnseter, Paulos Solbø, Joshua Leung                | Stian Nyhammer Olsen, Joshua Leung | 2:53    |
| 3. | „Freaky”        | Moon Seol-ri                                                                         | Jacob "Ontrackz" Andersson, Molly Rosenstrom                                            | Jacob "Ontrackz" Andersson         | 2:55    |
| 4. | „Boys Like You” | Didrik Thott, Hayley Aitken, Sara Davis, Ellie Suh (153/Joombas), Lee Joo-hee (Mumw) | Didrik Thott, Sebastian Thott, Hayley Aitken                                            | Sebastian Thott                    | 3:43    |

## Notowania
| Lista                              | Pozycja |
| ---------------------------------- | ------- |
| South Korean Albums (Circle)       | 1       |
| Belgian Albums (Ultratop Flanders) | 67      |
| Croatia International Albums (HDU) | 2       |
| Hungarian Albums (MAHASZ)          | 11      |
| Japanese Albums (Oricon)           | 10      |
| Japanese Combined Albums (Oricon)  | 12      |
| Japan Hot Albums (Billboard Japan) | 39      |
| US Billboard 200                   | 25      |
| US World Albums (Billboard)        | 2       |

## Nagrody w programach muzycznych
| Program           | Data           | Źródło |
| ----------------- | -------------- | ------ |
| Music Bank (KBS2) | 9 grudnia 2022 | [ 11 ] |

## Sprzedaż
| Kraj             | Sprzedaż  |
| ---------------- | --------- |
| Korea Południowa | 1 003 533 |